# Parechinidae
Parechinidae Mortensen, 1903 è una famiglia di ricci di mare.

## Tassonomia
Comprende i seguenti generi:
- Isechinus Lambert, 1903 †
- Loxechinus Desor, 1856
- Paracentrotus Mortensen, 1903
- Parechinus Mortensen, 1903
- Psammechinus L. Agassiz & Desor, 1846

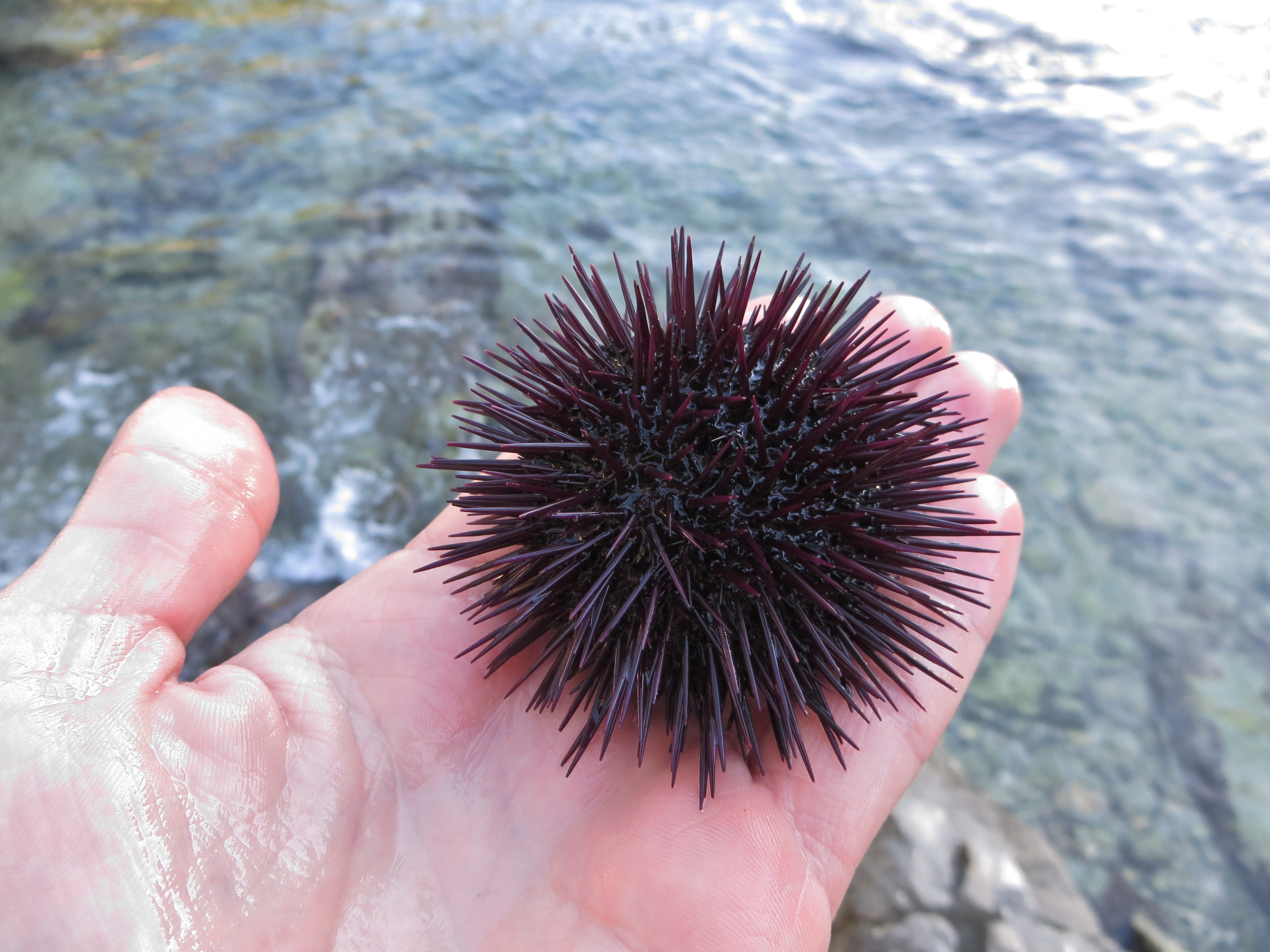
Paracentrotus lividus
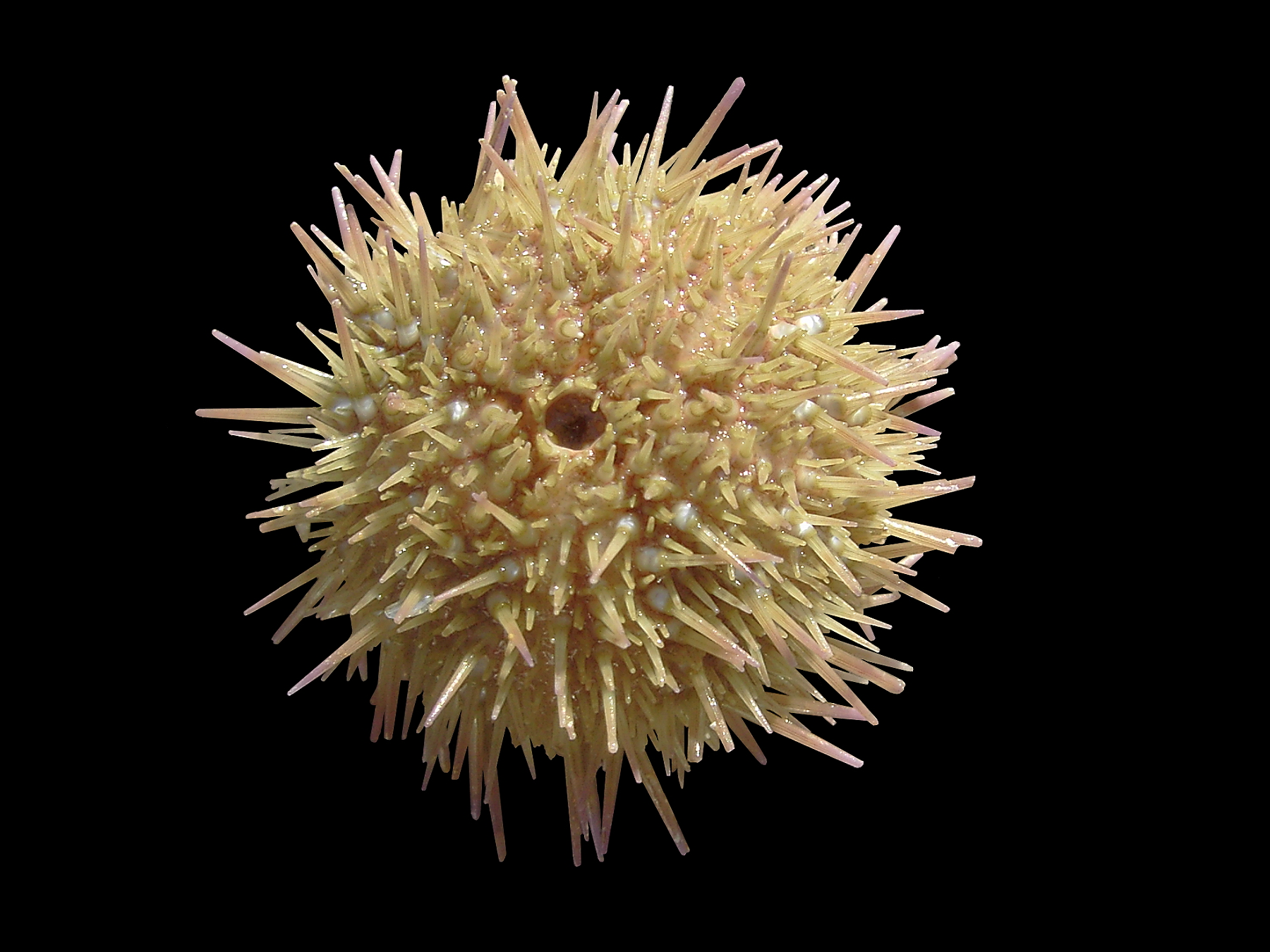
Psammechinus miliaris
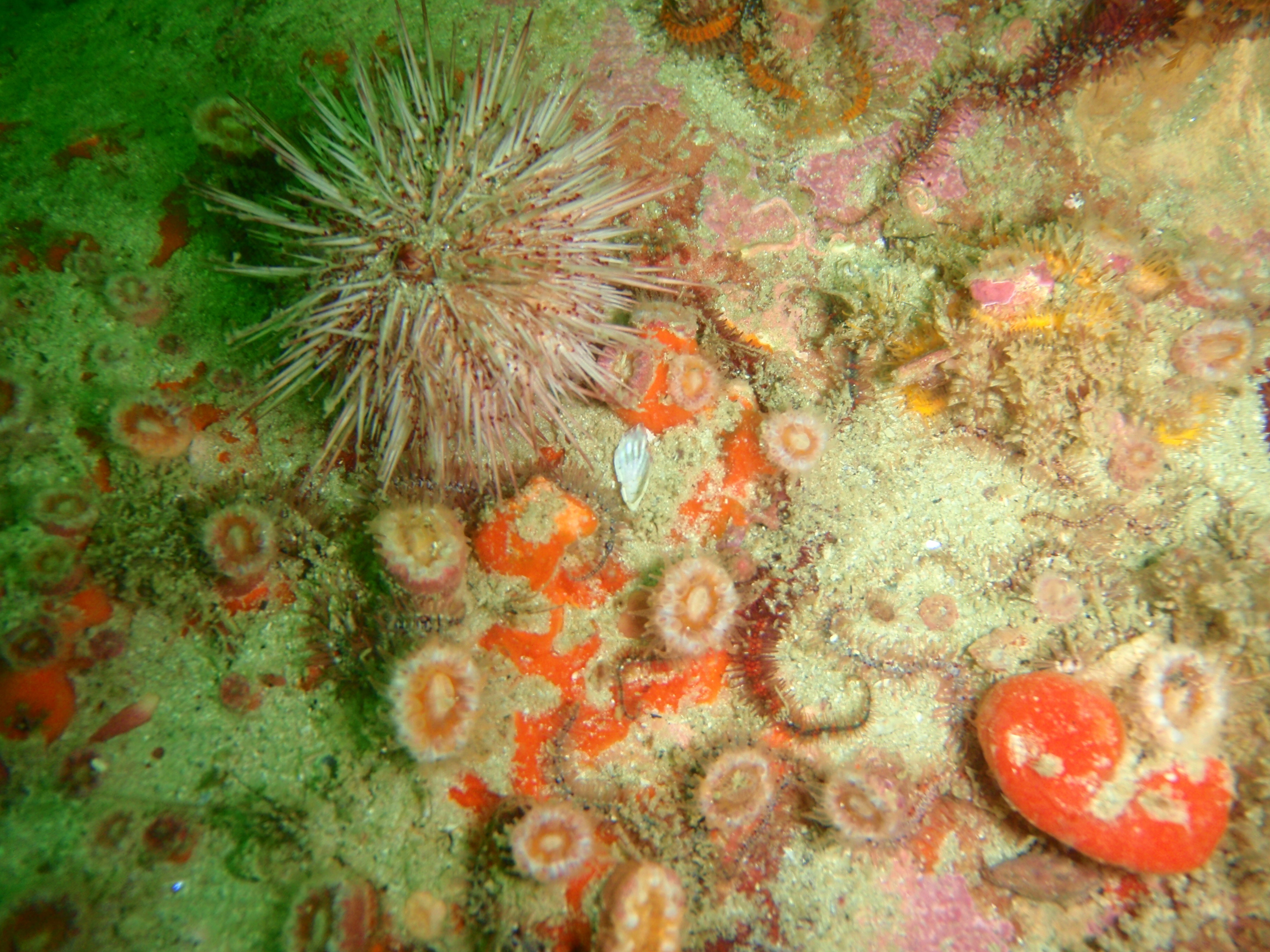
Parechinus angulosus
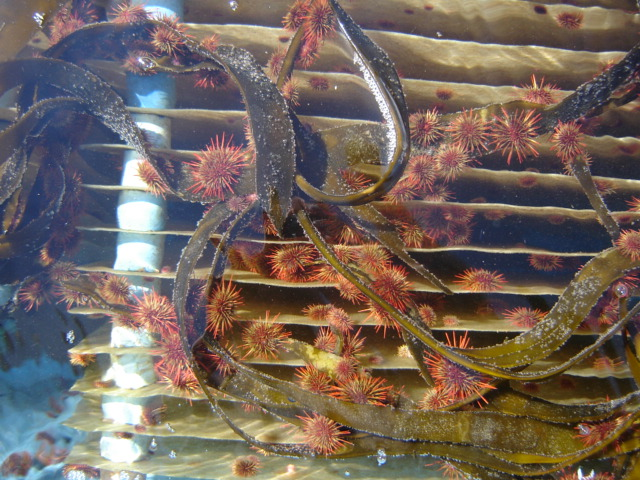
Loxechinus albus